# Don Cheadle
Donald Frank "Don" Cheadle pronuncia-se [ˈtʃiːdəl] (Kansas City, 29 de novembro de 1964) é um ator e produtor cinematográfico norte-americano.
Indicado ao Oscar de melhor ator pela atuação no filme Hotel Ruanda (2004), em que interpretou Paul Rusesabagina, participou de filmes como Crash, pelo qual foi indicado ao BAFTA e ao Screen Actors Guild de melhor ator coadjuvante em cinema, e Ocean's Eleven. Em 1995, ganhou prêmios de coadjuvante pelo papel de um pistoleiro psicótico no filme Devil in a Blue Dress. Em 2012 foi indicado ao Emmy do Primetime na categoria de Melhor Ator em uma Série de Comédia pelo seu personagem em House of Lies. Em 2010, interpretou o Máquina de Combate em Homem de Ferro 2, reprisou seu papel em 2013 em Homem de Ferro 3 como Patriota de Ferro e voltou como Máquina de Combate em Capitão América: Guerra Civil.

## Infância e educação
Cheadle nasceu em Kansas City, Missouri, filho de Bettye, uma professora, e Donald Frank Cheadle Sr., um psicólogo. Ele tem uma irmã, chamada Cindy, e um irmão, chamado Colin. Sua família mudou de cidade em cidade durante toda sua infância. Ele participou Hartley Elementary School, em Lincoln, Nebraska, de 1970 a 1974. Cheadle se formou em 1982 a partir de East High School, em Denver, Colorado, onde ele tocou saxofone na banda de jazz, cantou nos corais e participou do teatro da escola, performando em musicais. Depois de se formar em East, Cheadle foi para o Instituto de Artes da Califórnia, graduando-se com um BFA em Atuação.

## Filmografia
| Ano  | Filme                                   | Personagem                                      | Notas                                          |
| ---- | --------------------------------------- | ----------------------------------------------- | ---------------------------------------------- |
| 1984 | 3 Days                                  | Angel                                           |                                                |
| 1985 | Moving Violations                       | Funcionário do Juicy Burgers                    |                                                |
| 1987 | Hamburger Hill                          | Soldado Johnny Washburn                         |                                                |
| 1988 | Colors                                  | Rocket                                          |                                                |
| 1992 | Roadside Prophets                       | Gerente                                         |                                                |
| 1993 | The Meteor Man                          | Goldilocks                                      |                                                |
| 1995 | Things to Do in Denver When You're Dead | Rooster                                         |                                                |
| 1995 | Devil in a Blue Dress                   | Mouse Alexander                                 |                                                |
| 1997 | Volcano                                 | Emmit Reese                                     |                                                |
| 1997 | Rosewood                                | Sylvester Carrier                               |                                                |
| 1997 | Boogie Nights                           | Buck Swope                                      |                                                |
| 1998 | Out of Sight                            | Maurice Miller                                  |                                                |
| 1998 | Bulworth                                | L.D.                                            |                                                |
| 1999 | A Lesson Before Dying                   | Grant Wiggins                                   |                                                |
| 2000 | Traffic                                 | Montel Gordon                                   |                                                |
| 2000 | Mission to Mars                         | Luke Graham                                     |                                                |
| 2000 | The Family Man                          | Cash                                            |                                                |
| 2001 | Rush Hour 2                             | Kenny                                           | Não-creditado                                  |
| 2001 | Things Behind the Sun                   | Chuck                                           |                                                |
| 2001 | Maniac                                  | Dr. David Monroe                                |                                                |
| 2001 | Swordfish                               | Agente J.T. Roberts                             |                                                |
| 2001 | Ocean's Eleven                          | Basher Tarr                                     |                                                |
| 2001 | Ticker                                  | Passageiro                                      | Segmento da série de curtas-metragens The Hire |
| 2003 | Abby Singer                             | Ele mesmo                                       |                                                |
| 2003 | The United States of Leland             | Pearl Madison                                   |                                                |
| 2004 | Ocean's Twelve                          | Basher Tarr                                     |                                                |
| 2004 | After the Sunset                        | Henri Mooré                                     |                                                |
| 2004 | The Assassination of Richard Nixon      | Bonny Simmons                                   |                                                |
| 2004 | Hotel Ruanda                            | Paul Rusesabagina                               |                                                |
| 2004 | Crash                                   | Detetive Graham Waters                          | Também produtor                                |
| 2006 | The Dog Problem                         | Dr. Nourmand                                    |                                                |
| 2006 | King Leopold's Ghost                    | Narrador                                        |                                                |
| 2007 | Reign Over Me                           | Dr. Alan Johnson                                |                                                |
| 2007 | Talk to Me                              | Petey Greene                                    | Também produtor executivo                      |
| 2007 | Ocean's Thirteen                        | Basher Tarr                                     |                                                |
| 2007 | Darfur Now                              | Ele mesmo                                       | Também produtor                                |
| 2008 | Traitor                                 | Samir Horn                                      | Também produtor                                |
| 2009 | Hotel for Dogs                          | Bernie                                          |                                                |
| 2009 | The People Speak                        | Ele mesmo                                       | Documentário                                   |
| 2010 | Atraídos pelo Crime                     | Clarence 'Tango' Butler                         |                                                |
| 2010 | Homem de Ferro 2                        | Cel. James "Rhodey" Rhodes / Máquina de Combate |                                                |
| 2011 | The Guard                               | Agente Wendell Everett                          |                                                |
| 2012 | Flight                                  | Hugh Lang                                       |                                                |
| 2013 | Homem de Ferro 3                        | Cel. James "Rhodey" Rhodes / Patriota de Ferro  |                                                |
| 2015 | Avengers: Age of Ultron                 | Cel. James "Rhodey" Rhodes / Máquina de Combate |                                                |
| 2015 | Miles Ahead                             | Miles Davis                                     | Também diretor, escritor e produtor            |
| 2016 | Kevin Hart: What Now?                   | Agente do FBI                                   |                                                |
| 2016 | Capitão América: Guerra Civil           | Cel. James "Rhodey" Rhodes / Máquina de Combate |                                                |
| 2018 | Avengers: Infinity War                  | Cel. James "Rhodey" Rhodes / Máquina de Combate |                                                |
| 2019 | Captain Marvel                          | Cel. James "Rhodey" Rhodes / Máquina de Combate | Não-creditado                                  |
| 2019 | Avengers: Endgame                       | Cel. James "Rhodey" Rhodes / Máquina de Combate |                                                |
| 2021 | No Sudden Move                          | Curt Goynes                                     |                                                |
| 2021 | Space Jam: A New Legacy                 | AI-G Rhythm                                     |                                                |
| 2022 | Ruído Branco                            | Murray                                          |                                                |
| ASD  | Prince of Darkness                      | Jeremiah Hamilton                               | Também produtor; pós-produção                  |

### Televisão
- Fame – 2 episódios (1986)
- L.A. Law (1986)
- Hill Street Blues (1987)
- The Bronx Zoo (1987)
- Night Court (1988)
- Hooperman (1988)
- Booker (1989)
- China Beach (1990)
- The Fresh Prince of Bel-Air – temporada 1, episódio 5 (1990)
- Hangin' with Mr. Cooper – 2 episódios (1992)
- The Golden Palace (1992–93)
- Picket Fences (1993–95)
- The Simpsons – episódio: "Faith Off" (2000)
- The Bernie Mac Show (2002)
- ER – 4 episódios (2002)
- MADtv – 2 episódios (2002–03)
- The Colbert Report – 1 episódio (2006)
- The Henry Rollins Show – 1 episódio (2007)
- House of Lies (2012)
- The Falcon and the Winter Soldier como Cel. James "Rhodey" Rhodes / Máquina de Combate (2021)
- What If...? como Cel. James "Rhodey" Rhodes / Máquina de Combate – voz, 1 episódio (2021)
- The Wonder Years como Dean Williams – elenco principal (2021–23)
- The Boys Presents: Diabolical como Nubian Prince – voz, 1 episódio (2022)
- Agent Elvis como Comandante – voz, 10 episódios (2023)
- Invasão Secreta como Cel. James "Rhodey" Rhodes / Máquina de Combate – minissérie (2023)
- Armor Wars – Cel. James "Rhodey" Rhodes / Máquina de Combate (ASD)[2]